# 마산여자중학교
마산여자중학교(馬山女子中學校)는 대한민국 경상남도 창원시 마산회원구 회원동에 있는 공립 중학교이다.

## 학교 연혁
- 1951년 9월 1일 : 6년제 마산여자중학교에서 3년제 마산여자중학교로 분리 인가
- 1981년 3월 1일 : 완월동 교사에서 현 신축교사로 이전
- 2023년 2월 10일 : 제73회 졸업식 졸업생 수(75명, 총 32,121명)
- 2023년 3월 1일 : 입학(3학급 57명)
- 2023년 9월 1일 : 제27대 이영희 교장 취임

## 참고 자료
- 마산여자중학교 - 한국교육학술정보원 학교알리미